# Grúziai Hazafiak Szövetsége
A Grúziai Hazafiak Szövetsége (grúzul: საქართველოს პატრიოტთა ალიანსი) egy grúziai jobboldali párt, amelyet 2012-ben alapítottak meg.  A 2014-es helyhatósági választásokon országosan 4,6%-ot szerzett, ami meghaladta azt a 4%-os küszöböt, amely ahhoz szükséges, hogy a párt állami támogatásban részesüljön. A 2016-os parlamenti választáson 5,01 százalékot szerzett, amivel 6 mandátummal rendelkezik a 150 fős grúz parlamentben.

## Ideológia
A párt támogatja a kereszténység és a demokrácia értékeit, és mérsékelt konzervatív pártként titulálja magát. Nagy hangsúlyt fektet a szociális programokra, például a kibővített állami lakhatásra és az orvosi ellátásra, valamint ígéretet tesz a grúz néphagyományok támogatására.
A párt nem egyszer törökellenes kijelentéseket intézett, figyelmeztetve a növekvő török befolyásra és Ankara állítólagos terveire a térségben. Egyes kritikusok nacionalista érzelmekkel vádolják a pártot.
A párt nem támogatja Grúzia EU és NATO-tagságát, mert szerintük az országnak erre nincsen esélye. Hivatalosan az Oroszországgal és az Európai Unióval való szorosabb kapcsolatokat részesíti előnyben, de politológusok szerint csak Oroszországgal szövetkezik, ezzel alárendelve magát az orosz érdekeknek.

## Választási eredmények
| Választás | Szavazatok száma | Szavazatok aránya | Mandátumok száma | Mandátumok aránya | Parlamenti szerepe |
| --------- | ---------------- | ----------------- | ---------------- | ----------------- | ------------------ |
| 2016-os   | 88 109           | 5,01%             | 6                | 4%                | ellenzék           |
| 2020-as   | 60 493           | 3,14%             | 4                | 2,67%             | ellenzék           |
| 2024-es   | 50 599           | 2,44%             | 0                | 0%                | parlamenten kívüli |

## Külső hivatkozások
- Weboldal Archiválva 2020. február 22-i dátummal a Wayback Machine-ben